# Урсі
Урсі (фр. Ursy) — громада  в Швейцарії в кантоні Фрібур, округ Глан.

## Географія
Громада розташована на відстані близько 60 км на південний захід від Берна, 31 км на південний захід від Фрібура.
Урсі має площу 14,9 км², з яких на 8,4% дозволяється будівництво (житлове та будівництво доріг), 66,4% використовуються в сільськогосподарських цілях, 25,2% зайнято лісами, 0% не є продуктивними (річки, льодовики або гори).

## Демографія
2019 року в громаді мешкало 3271 особа (+35,2% порівняно з 2010 роком), іноземців було 16,6%. Густота населення становила 219 осіб/км².
За віковим діапазоном населення розподілялося таким чином: 25,8% — особи молодші 20 років, 60,5% — особи у віці 20—64 років, 13,7% — особи у віці 65 років та старші. Було 1277 помешкань (у середньому 2,5 особи в помешканні).
Із загальної кількості 1044 працюючих 100 було зайнятих в первинному секторі, 449 — в обробній промисловості, 495 — в галузі послуг.